# عدنه (روستا)
 عدنه  به عربی ( اَلعَدنة )، روستایی است در دهستان موشک از توابع استان ذَمار در کشور یمن در شبه جزیره عربستان.

## جمعیت
جمعیت آن (۱۲۱) نفر (۹ خانوار) می‌باشد.